# Maristen-Schulbrüder

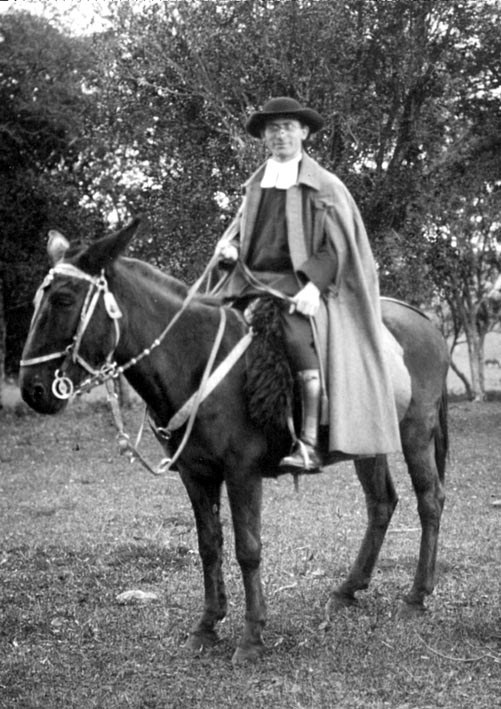
Maristen-Schulbruder Heinrich Stein, ein Schulleiter aus der Diözese Speyer um 1930 in Brasilien

Die Maristen-Schulbrüder (Fratres Maristae a Scholis, Ordenskürzel: FMS), auch Maristen-Brüder oder kurz Maristen genannt, sind eine Ordensgemeinschaft in der römisch-katholischen Kirche.

## Geschichte
Die Kongregation wurde am 2. Januar 1817 von dem französischen Priester Marcellin Champagnat in La Valla-en-Gier (Loire, Frankreich) gegründet. Außer den Schulbrüdern gehören zur Familie der Maristen die Maristenschwestern, die Maristenpatres, die Maristenmissionsschwestern und eine Vereinigung für Laien. 1914 gründeten die Maristen-Brüder ihre erste Niederlassung Deutschlands in Recklinghausen.
Nach der Verhängung des Unterrichts- und Erziehungsverbots durch die Nationalsozialisten in Deutschland gründeten Maristen-Schulbrüder im Jahr 1937 das Gymnasium Collegium Marianum in Vaduz im Fürstentum Liechtenstein. Es war das erste und einzige Gymnasium in Liechtenstein. Ab 1968 stand es auch für Mädchen offen. 1981 übernahm der liechtensteinische Staat die Trägerschaft und die Leitung des Gymnasiums. 1991 verließen die Maristen-Schulbrüder Liechtenstein und kehrten nach Deutschland zurück.

## Organisation
Ziel der Kongregation ist die Bildung und Unterrichtung Jugendlicher in allen Formen der Bildungs- und Erziehungsarbeit. Der Einsatz für Randgruppen und Arme tritt zunehmend in den Mittelpunkt der Arbeit.
Derzeit hat die Gemeinschaft etwa 4.300 Mitglieder in 78 Ländern. Sie betreibt weltweit 870 Schulen, besonders in Afrika (Schwerpunkt Kenia). Von 2001 bis 2009 war Seán Dominic Sammon, und ab 2009 Frater Emili Turú Rofes der Generalsuperior der Kongregation, sein Nachfolger ist seit 2017 Ernesto Sánchez, der das Amt bis 2025 ausführen soll, die Amtszeit von 8 Jahren ist die Regel.
In Deutschland unterhalten die Maristen Schulen vor allem im süddeutschen Raum, in Cham (Oberpfalz), Furth (Niederbayern) und Fürstenzell (Niederbayern). Auch in Recklinghausen (Nordrhein-Westfalen) wird eine Realschule unterhalten. Das Maristen-Gymnasium Furth wurde 2006 von der Schulstiftung der Diözese Regensburg übernommen. Das Maristenkolleg in Mindelheim (Landkreis Unterallgäu) mit angeschlossenem Internat war eine der größten Schulen der Maristen weltweit. Seit 1995 liegt die Trägerschaft nicht mehr bei den Maristen-Schulbrüdern, sondern beim Schulwerk der Diözese Augsburg. Das Internat wurde 2014 geschlossen. Von 1992 bis 2021 gab es eine internationale Kommunität in Dessau (Sachsen-Anhalt), die sich um Menschen am Rande der Gesellschaft (Häftlinge, Immigranten, Krankenhauspatienten) sowie um örtliche Jugendarbeit kümmerte. Der deutsche Hauptsitz ist eine Körperschaft des öffentlichen Rechts in Furth bei Landshut und trägt seit 2003 die Bezeichnung Institut der Maristenbrüder FMS Deutschlands der Provinz Europa-Zentral-West.

## Sexueller Missbrauch in Einrichtungen der Maristen-Schulbrüder

### Deutschland
Der am 2014 geschlossenen Maristeninternat Mindelheim von 1987 bis 2007 als Erzieher und ab 1995 als Internatsleiter tätige Dipl.-Religionspädagoge (FH) und Maristenbruder Frater G. wurde 2008 zu einer ersten Bewährungsstrafe von zehn Monaten wegen Missbrauchs von Schutzbefohlenen verurteilt. Der Frater hatte gestanden, dass er sich bei einem mehrtägigen Aufenthalt mit Internatsschülern in Recklinghausen im Mai 2004 zu einem 15-Jährigen ins Bett gelegt, ihn gestreichelt und am Gesäß angefasst hatte. Der Bitte um eine gemeinsame Nacht kam der Internatsschüler nicht nach. Im Jahr 2007 wurde er wegen dieser Vorfälle zunächst nach Recklinghausen und im Frühjahr 2010 in das Kloster in Furth versetzt. Der Orden vertuschte den Grund für die Versetzung und erklärte erst 2010 den wahren Grund. Im Jahr 2011 wurde Frater G. erneut zu einer Bewährungsstrafe wegen sexuellen Missbrauchs eines 13-Jährigen verurteilt. Am 20. Januar 2023 verurteilte das Jugendschöffengericht am Amtsgericht Memmingen Frater G. wegen sexueller Nötigung und sexuellen Missbrauchs in vier Fällen zu einem Jahr und acht Monaten Haft. Da ein Gutachten Zweifel an der Aussage eines Nebenklägers geäußert hatte, wurde der Internatsleiter vom Vorwurf der Vergewaltigung freigesprochen und die Strafe auf zwei Jahre zur Bewährung ausgesetzt. Außerdem muss der Verurteilte Sozialstunden ableisten.
Auch ein Diözesanpriester des Bistums Augsburg, der in den 1980er-Jahren im Maristeninternat Mindelheim tätig gewesen war, wurde 2017 wegen Vorwürfen sexuellen Missbrauchs eines Minderjährigen, begangen während seiner Mindelheimer Zeit, als Pfarrer in den Ruhestand versetzt.

### Schottland
Zwischen 1950 und 1981 wurden Schulkinder an zwei Schulen der Maristen-Schulbrüder in Schottland sexuell missbraucht und waren sadistischen Praktiken ausgesetzt. Die Maristen-Schulbrüder baten die Opfer öffentlich um Verzeihung.

### Spanien
In der Maristenschule in Barcelona gab es ab 2016 mehr als 40 Anzeigen zu sexuellem Missbrauch gegen 12 verschiedene Lehrer. Im Jahr 2019 wurde ein ehemaliger Lehrer der Maristenschule in Barcelona zu 21 Jahren und neun Monaten Freiheitsstrafe aufgrund sexuellen Missbrauchs Minderjähriger sowie einer Zahlung von 120.000 Euro an die Opfer verurteilt. Die Zahlung übernahm der Maristenorden.

### Chile
Am 14. August 2018 führte die chilenische Polizei eine Razzia in den Büros der nationalen Bischofskonferenz durch. Dabei wurden Beweise für Sexualstraftaten durch Mitglieder des Maristenordens gesucht. Auch die Niederlassung der Maristen-Schulbrüder war Ziel einer Durchsuchung. Zu diesem Zeitpunkt waren 38 einschlägige Ermittlungsverfahren gegen Maristen in Chile anhängig.